# Evangelisch-lutherisches Pfarrhaus (Mellrichstadt)

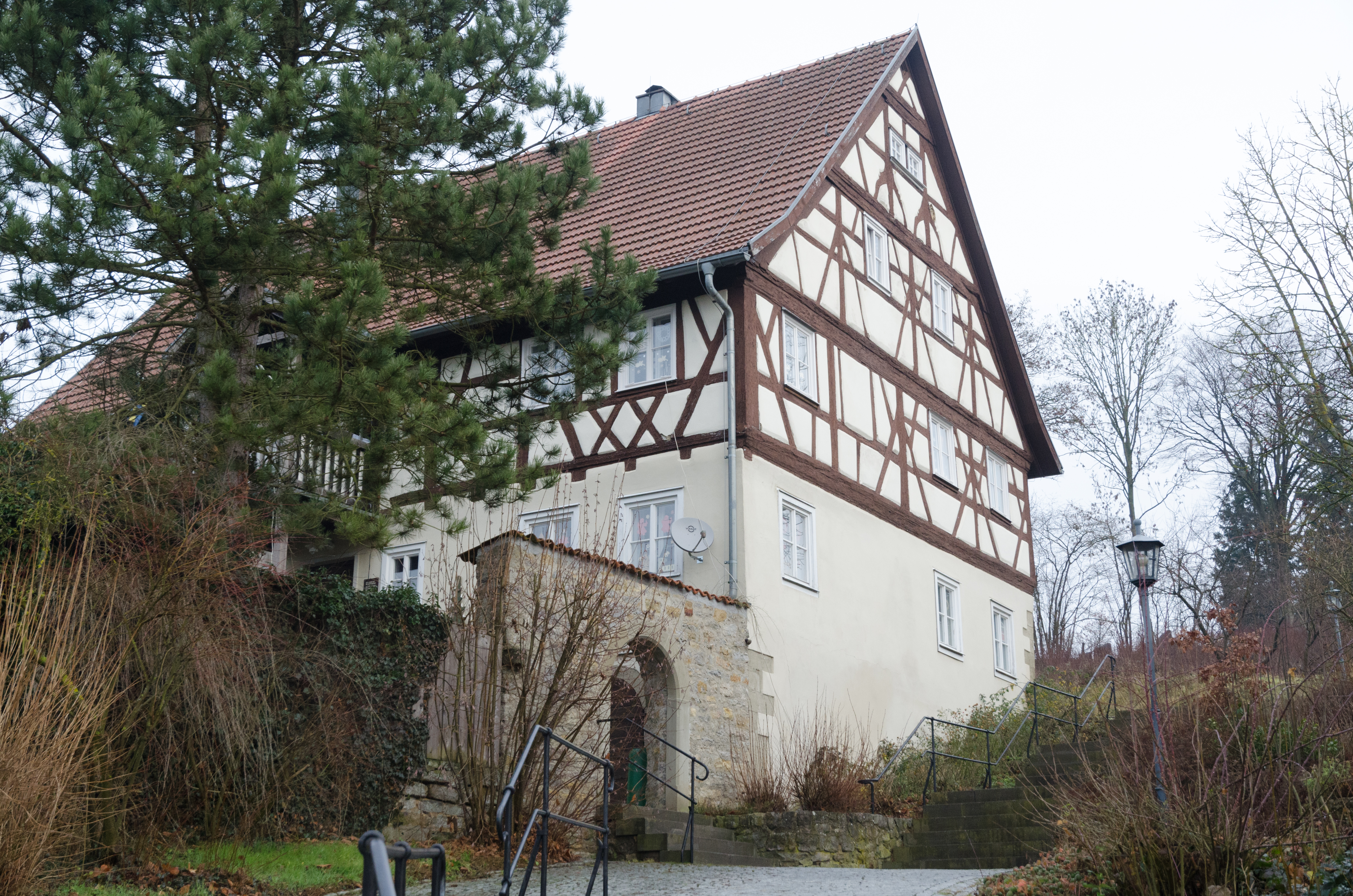
Das evangelische Pfarrhaus in Mühlfeld, Stadt Mellrichstadt

Das Pfarrhaus in Mühlfeld, einem Stadtteil von Mellrichstadt, wurde im Jahr 1552 errichtet. Es wird auch heute noch als Pfarrhaus und Pfarramt genutzt. Das Haus mit der Adresse Hirtenberg 2 ist ein geschütztes Baudenkmal.
Das Gebäude mit Satteldach befindet sich in Hanglage auf einem hohen Sockel. Das Erdgeschoss ist massiv gemauert, das Obergeschoss dagegen besitzt ein Zierfachwerk. Die Fenster sind teilweise Einzel- und Zwillingsfenster. Über eine Freitreppe gelangt man zur Gartenpforte, die zum Eingang auf der Talseite führt.